# Türnitz
Türnitz är en ort och kommun  i Österrike. Den ligger i distriktet Lilienfeld i förbundslandet Niederösterreich, 72 km sydväst om huvudstaden Wien. 
Kommunen består av tre orter (Ortschaften) (inom parentes invånarantal 1 januari 2024):
- Freiland (80)
- Lehenrotte (387)
- Türnitz (1 412)